# Saint-Selve
Pour les articles homonymes, voir Selve, Selves, La Selve, Grand Selve et Saint Selve.
Ne doit pas être confondue avec Saint-Sève également en Gironde, près de La Réole.
Saint-Selve est une commune du Sud-Ouest de la France, située dans le département de la Gironde, en région Nouvelle-Aquitaine.

## Géographie

### Localisation
La commune est située dans la forêt des Landes de Gascogne et le vignoble des Graves, sur le Gat mort, à proximité de la sortie no 1.1, dite de La Brède, de l'autoroute A62 (Bordeaux-Toulouse).
Hameaux : Jeansotte, Larnavey, Civrac, Lacanau,Foncroise, Mathelin et Bigard.

### Communes limitrophes
Les communes limitrophes en sont Ayguemorte-les-Graves et Beautiran au nord, Castres-Gironde au nord-est, Portets à l'est, Saint-Michel-de-Rieufret dans un grand sud-sud-est, Saint-Morillon au sud-ouest et La Brède au nord-ouest.
| La Brède       | Ayguemorte-les-Graves Beautiran | Castres-Gironde          |
|                | Saint-Selve                     | Portets                  |
| Saint-Morillon |                                 | Saint-Michel-de-Rieufret |

### Climat
Pour des articles plus généraux, voir Climat de la Nouvelle-Aquitaine et Climat de la Gironde.
Historiquement, la commune est exposée à un climat océanique aquitain.  
En 2020, Météo-France publie une typologie des climats de la France métropolitaine dans laquelle la commune est exposée à un climat océanique et est dans la région climatique  Aquitaine, Gascogne, caractérisée par une pluviométrie abondante au printemps, modérée en automne, un faible ensoleillement au printemps, un été chaud (19,5 °C), des vents faibles, des brouillards fréquents en automne et en hiver et des orages fréquents en été (15 à 20 jours).
Pour la période 1971-2000, la température annuelle moyenne est de 13 °C, avec une amplitude thermique annuelle de 14,4 °C. Le cumul annuel moyen de précipitations est de 927 mm, avec 12,2 jours de précipitations en janvier et 7,3 jours en juillet. Pour la période 1991-2020, la température moyenne annuelle observée sur la station météorologique la plus proche, située sur la commune de Cadaujac à 10 km à vol d'oiseau, est de 13,8 °C et le cumul annuel moyen de précipitations est de 918,3 mm,. Pour l'avenir, les paramètres climatiques de la commune estimés pour 2050 selon différents scénarios d’émission de gaz à effet de serre sont consultables sur un site dédié publié par Météo-France en novembre 2022.

## Urbanisme

### Typologie
Au 1er janvier 2024, Saint-Selve est catégorisée bourg rural, selon la nouvelle grille communale de densité à sept niveaux définie par l'Insee en 2022.
Elle est située hors unité urbaine. Par ailleurs la commune fait partie de l'aire d'attraction de Bordeaux, dont elle est une commune de la couronne,. Cette aire, qui regroupe 275 communes, est catégorisée dans les aires de 700 000 habitants ou plus (hors Paris),.

### Occupation des sols

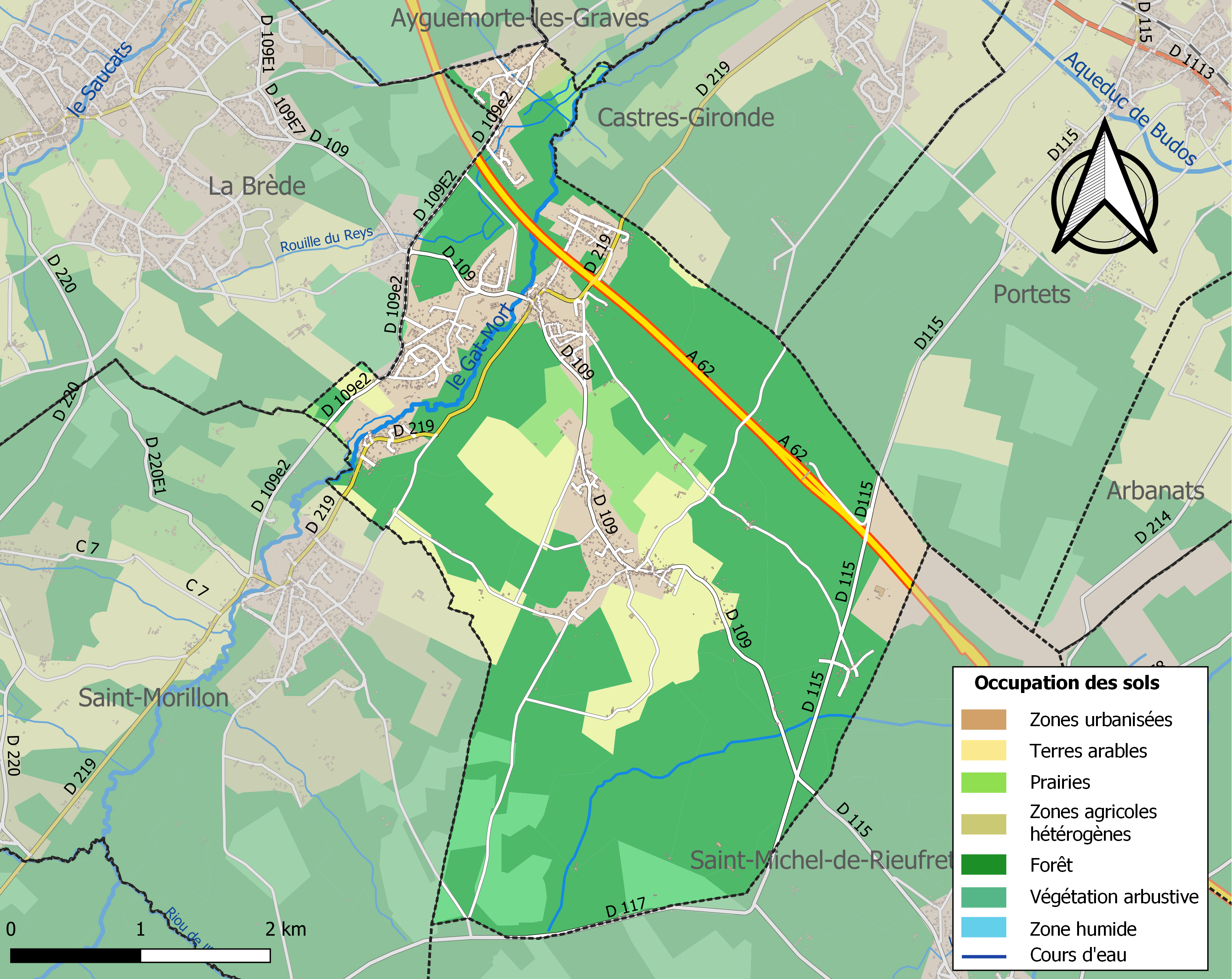
Carte des infrastructures et de l'occupation des sols de la commune en 2018 (CLC).

L'occupation des sols de la commune, telle qu'elle ressort de la base de données européenne d’occupation biophysique des sols Corine Land Cover (CLC), est marquée par l'importance des forêts et milieux semi-naturels (68,6 % en 2018), en diminution par rapport à 1990 (76,8 %). La répartition détaillée en 2018 est la suivante : 
forêts (63,6 %), zones urbanisées (13,3 %), cultures permanentes (11,3 %), milieux à végétation arbustive et/ou herbacée (5 %), prairies (3,9 %), mines, décharges et chantiers (2,1 %), terres arables (0,5 %), zones agricoles hétérogènes (0,4 %). L'évolution de l’occupation des sols de la commune et de ses infrastructures peut être observée sur les différentes représentations cartographiques du territoire : la carte de Cassini (XVIIIe siècle), la carte d'état-major (1820-1866) et les cartes ou photos aériennes de l'IGN pour la période actuelle (1950 à aujourd'hui).

### Risques majeurs
Le territoire de la commune de Saint-Selve est vulnérable à différents aléas naturels : météorologiques (tempête, orage, neige, grand froid, canicule ou sécheresse), feux de forêts, mouvements de terrains et séisme (sismicité très faible). Un site publié par le BRGM permet d'évaluer simplement et rapidement les risques d'un bien localisé soit par son adresse soit par le numéro de sa parcelle.
Saint-Selve est exposée au risque de feu de forêt. Depuis le 20 avril 2016, les départements de la Gironde, des Landes et de Lot-et-Garonne disposent d’un règlement interdépartemental de protection de la forêt contre les incendies. Ce règlement vise à mieux prévenir les incendies de forêt, à faciliter les interventions des services et à limiter les conséquences, que ce soit par le débroussaillement, la limitation de l’apport du feu ou la réglementation des activités en forêt. Il définit en particulier cinq niveaux de vigilance croissants auxquels sont associés différentes mesures,.
Les mouvements de terrains susceptibles de se produire sur la commune sont des tassements différentiels.

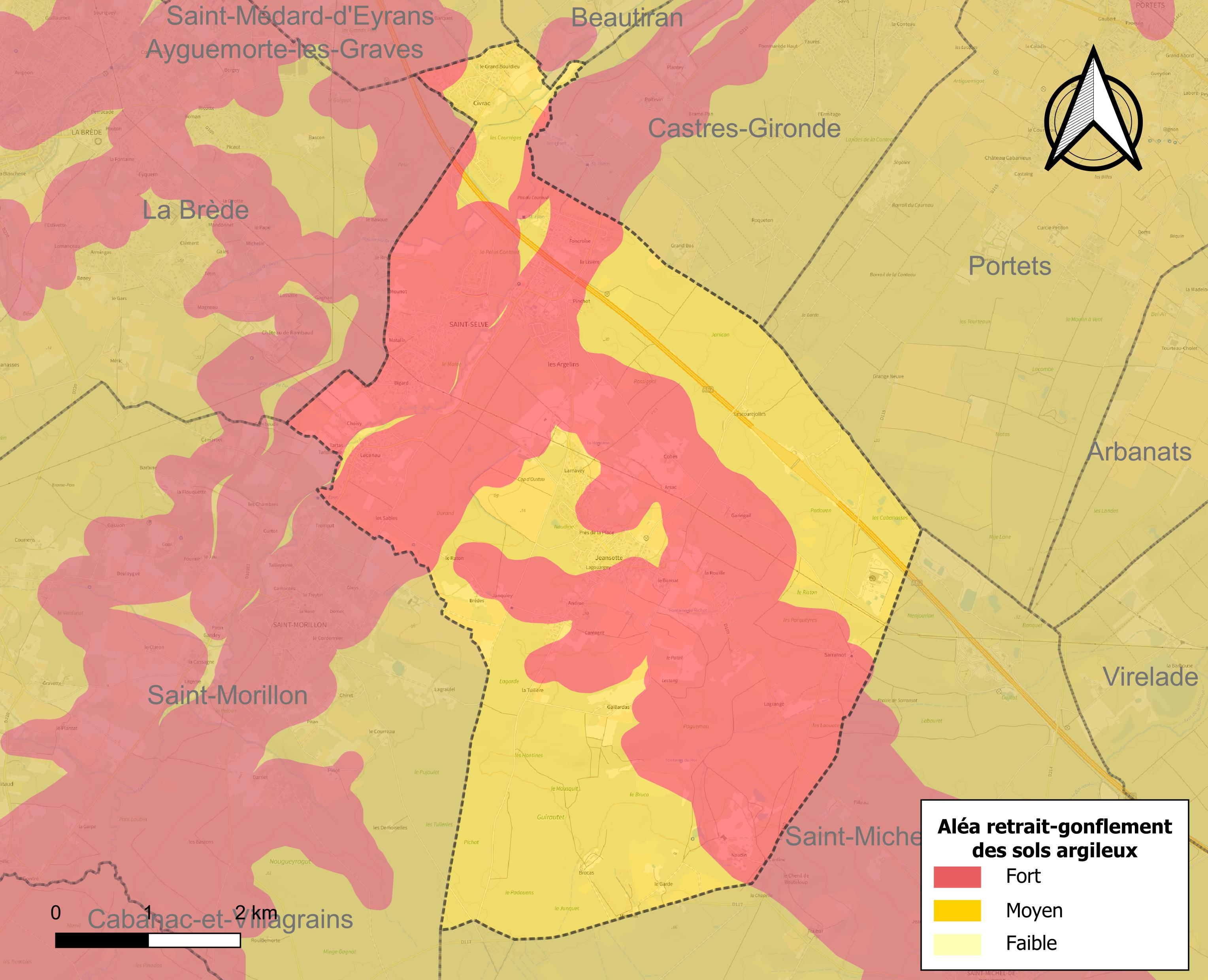
Carte des zones d'aléa retrait-gonflement des sols argileux de Saint-Selve.

Le retrait-gonflement des sols argileux est susceptible d'engendrer des dommages importants aux bâtiments en cas d’alternance de périodes de sécheresse et de pluie. La totalité de la commune est en aléa moyen ou fort (67,4 % au niveau départemental et 48,5 % au niveau national). Sur les 1 103 bâtiments dénombrés sur la commune en 2019, 1 103 sont en aléa moyen ou fort, soit 100 %, à comparer aux 84 % au niveau départemental et 54 % au niveau national. Une cartographie de l'exposition du territoire national au retrait gonflement des sols argileux est disponible sur le site du BRGM,.
La commune a été reconnue en état de catastrophe naturelle au titre des dommages causés par les inondations et coulées de boue survenues en 1982, 1983, 1993, 1999, 2014 et 2021, par la sécheresse en 1989, 1991, 2003, 2005 et 2015 et par des mouvements de terrain en 1999.

## Toponymie
Le nom de la commune provient de Sanctus Severus, saint Sévère, patron des tisserands, puis serait devenue Saint-Selve sous l’influence du latin silva, la forêt.
Le nom gascon de la commune est Sent Seuve.

## Histoire
La commune fut fondée après la séparation des espaces brédois en plusieurs cantons, opérée en 1457 par le duc Crêne. D'abord connue sous le nom de Sainte-Sylve, évoluera au fil de l'Histoire sous l'influence des différents modifications de la langue. Le nom de Saint-Selve aurait été attribué en 1692 par l'’évêque Lauje Sunix.
Certaines légendes entourent Saint-Selve et notamment sa fontaine qui aurait des vertus thérapeutiques.
Pour l'état de la commune au XVIIIe siècle, voir l'ouvrage de Jacques Baurein.
À la Révolution, la paroisse Saint-Selve forme la commune de Saint-Selve.

## Politique et administration

### Liste des maires
| Période                                  | Période   | Identité               | Étiquette | Qualité       |
| ---------------------------------------- | --------- | ---------------------- | --------- | ------------- |
| vers 1894                                |           | Paul Labuzan           |           |               |
| Les données manquantes sont à compléter. |           |                        |           |               |
| 1959                                     | 1983      | Ludovic de Villeneuve  | DVD       |               |
| 1983                                     | 1995      | Christian Orard        | PS        |               |
| juin 1995                                | mars 2014 | Pierre-Jean Théron     | UMP       |               |
| mars 2014                                | En cours  | Nathalie Burtin-Dauzan | DVG       | Fonctionnaire |

### Jumelages
Prizzi (Italie) depuis 2005

### Intercommunalité
Saint-Selve fait aujourd'hui partie de la communauté de communes de Montesquieu comme 12 autres communes alentour.

## Démographie
Les habitants sont appelés les Saint-Selvais.
L'évolution du nombre d'habitants est connue à travers les recensements de la population effectués dans la commune depuis 1793. Pour les communes de moins de 10 000 habitants, une enquête de recensement portant sur toute la population est réalisée tous les cinq ans, les populations de référence des années intermédiaires étant quant à elles estimées par interpolation ou extrapolation. Pour la commune, le premier recensement exhaustif entrant dans le cadre du nouveau dispositif a été réalisé en 2006.

En 2022, la commune comptait 3 668 habitants, en évolution de +28,03 % par rapport à 2016 (Gironde : +6,91 %, France hors Mayotte : +2,11 %).
| 1793 | 1800 | 1806 | 1821 | 1831 | 1836  | 1841  | 1846  | 1851  |
| ---- | ---- | ---- | ---- | ---- | ----- | ----- | ----- | ----- |
| 950  | 898  | 922  | 943  | 979  | 1 040 | 1 046 | 1 041 | 1 050 |

| 1856  | 1861  | 1866  | 1872 | 1876 | 1881  | 1886  | 1891 | 1896 |
| ----- | ----- | ----- | ---- | ---- | ----- | ----- | ---- | ---- |
| 1 029 | 1 039 | 1 004 | 957  | 982  | 1 001 | 1 000 | 985  | 986  |

| 1901 | 1906 | 1911 | 1921 | 1926 | 1931 | 1936 | 1946 | 1954 |
| ---- | ---- | ---- | ---- | ---- | ---- | ---- | ---- | ---- |
| 952  | 953  | 911  | 754  | 705  | 690  | 644  | 534  | 604  |

| 1962 | 1968 | 1975 | 1982 | 1990  | 1999  | 2006  | 2011  | 2016  |
| ---- | ---- | ---- | ---- | ----- | ----- | ----- | ----- | ----- |
| 661  | 717  | 789  | 969  | 1 324 | 1 632 | 1 910 | 2 171 | 2 865 |

| 2021  | 2022  | - | - | - | - | - | - | - |
| ----- | ----- | - | - | - | - | - | - | - |
| 3 578 | 3 668 | - | - | - | - | - | - | - |

## Culture locale et patrimoine

### Lieux et monuments
- L'église Saint-Sévère, d'origine romane, a été remaniée d'importance au XVIIIe siècle ; une galerie latérale avec arcades qui donne sur les jardins a été ajoutée au début du XXe siècle[33].
- Fontaine de dévotion à Notre-Dame-de-la-Houn, jouxtant le lavoir[34].
- Château de La Chapelle, siège de Montalier, un centre hospitalier privé à but non lucratif, spécialisé en réhabilitation psycho-sociale[35].
- Château de Grenade, au sud de la commune, en limite de Saint-Michel-de-Rieufret, a été bâti au XIXe siècle par l'architecte bordelais Henri Duphot sur commande des propriétaires du domaine, l'homme politique Edmond de Carayon-Latour (1811-1887) et son épouse Henriette de Châteaubriand (1824-1903), nièce de l'écrivain[36].
- Grosse ferme de Mathelin : façades latérales à pignons ornés de boules d'amortissement XVIIe-XVIIIe siècle.
- Vestiges de voie romaine.
- Château Razens (ou des Razins), des XVIIe-XIXe siècles : ruiné par les troupes nazies qui l'occupèrent entre 1940 et 1945, il n'en subsiste que deux tours[37].

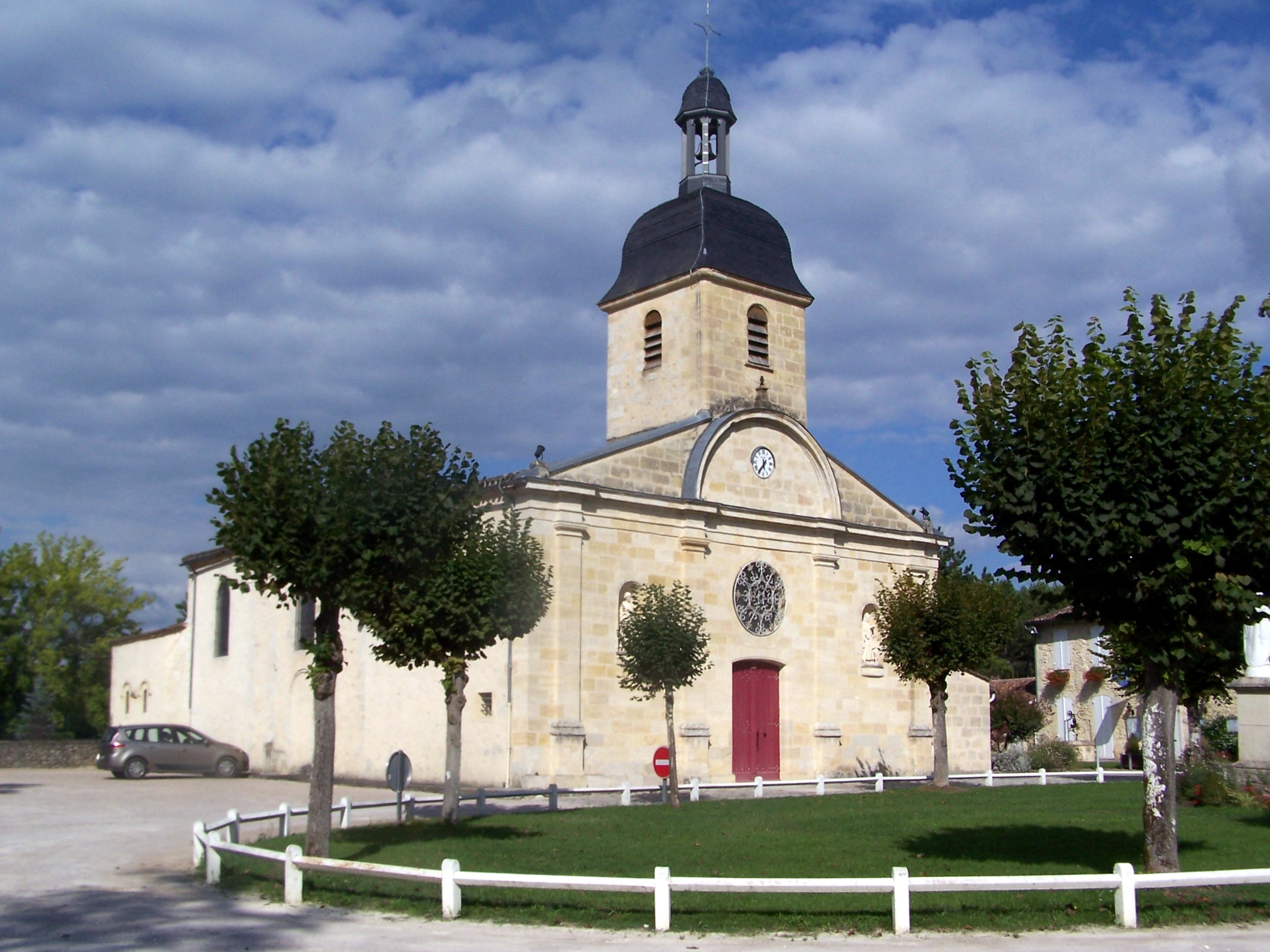
L'église Saint-Sévère (août 2015).
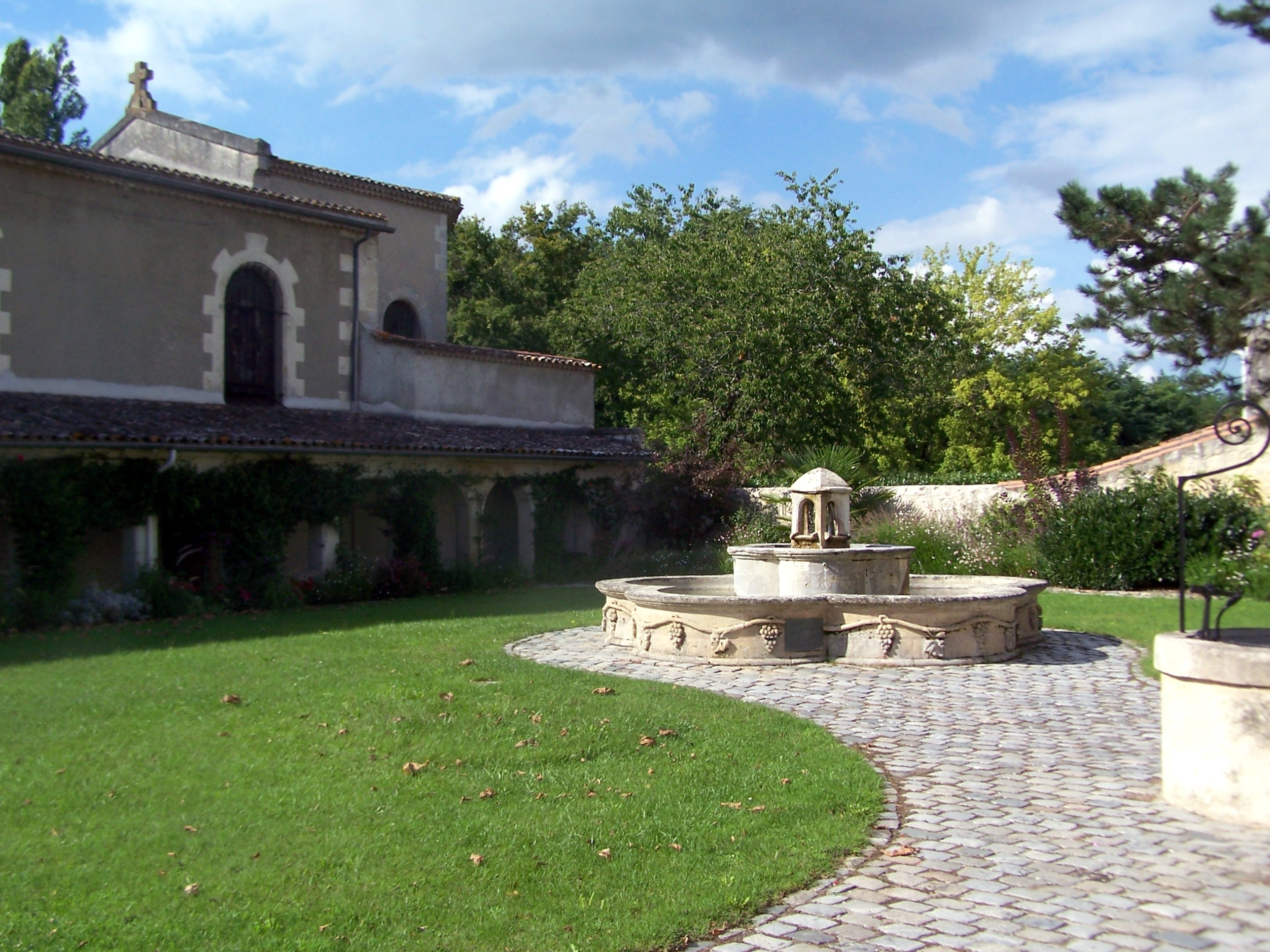
Jardin entre mairie et église et galerie à arcades (août 2015).
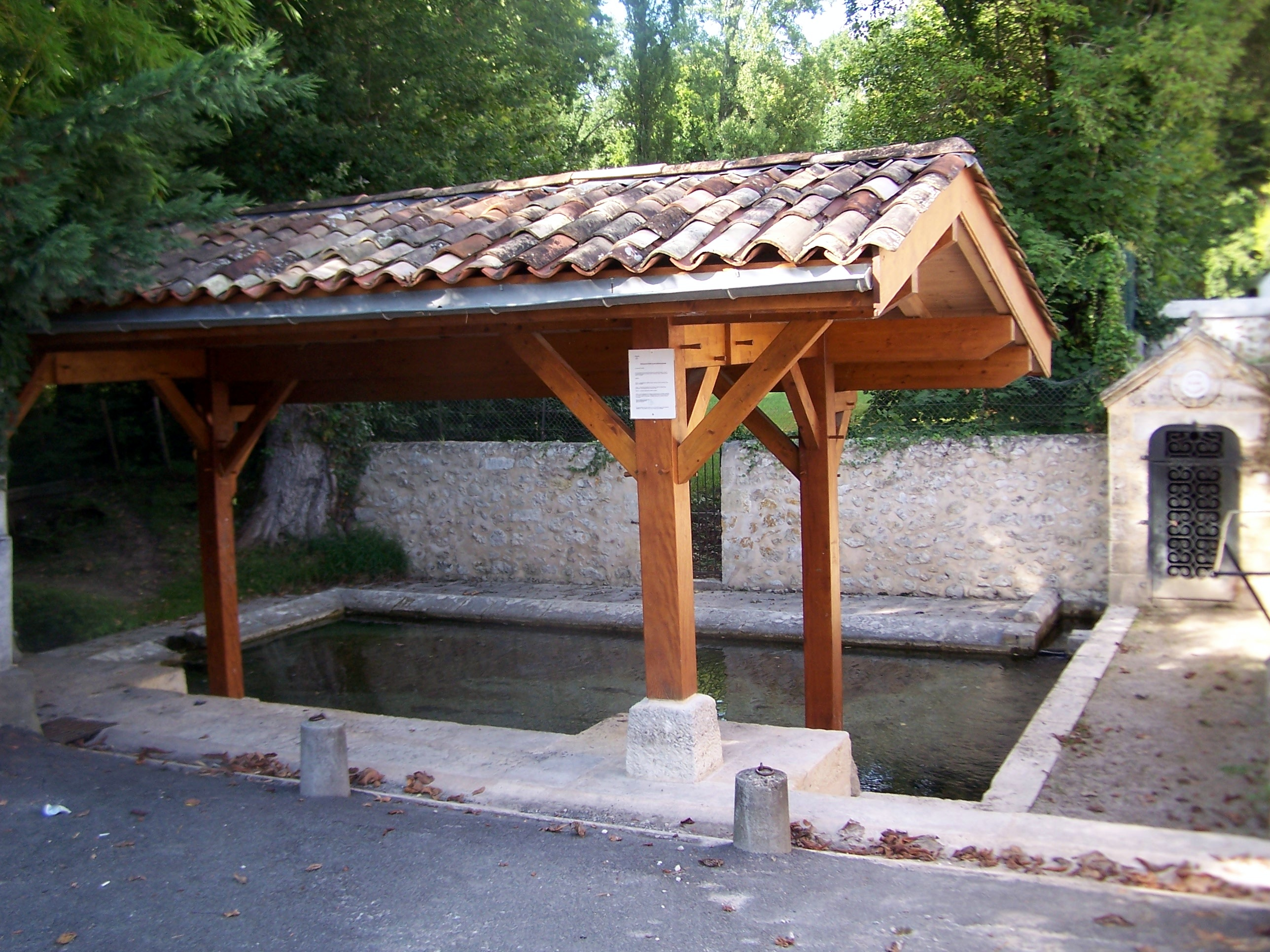
Lavoir et oratoire de la Houne (août 2015).
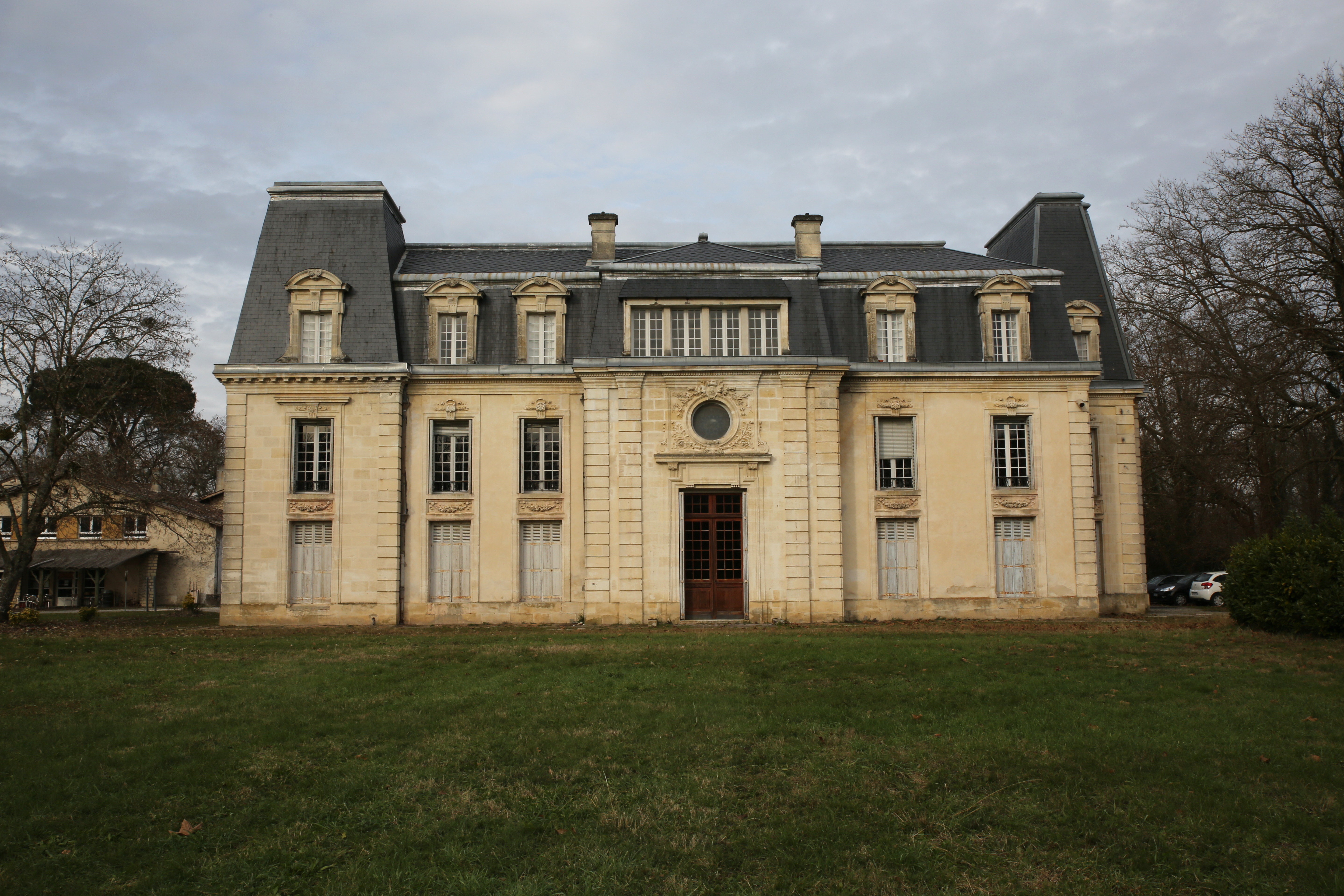
Le château de La Chapelle.
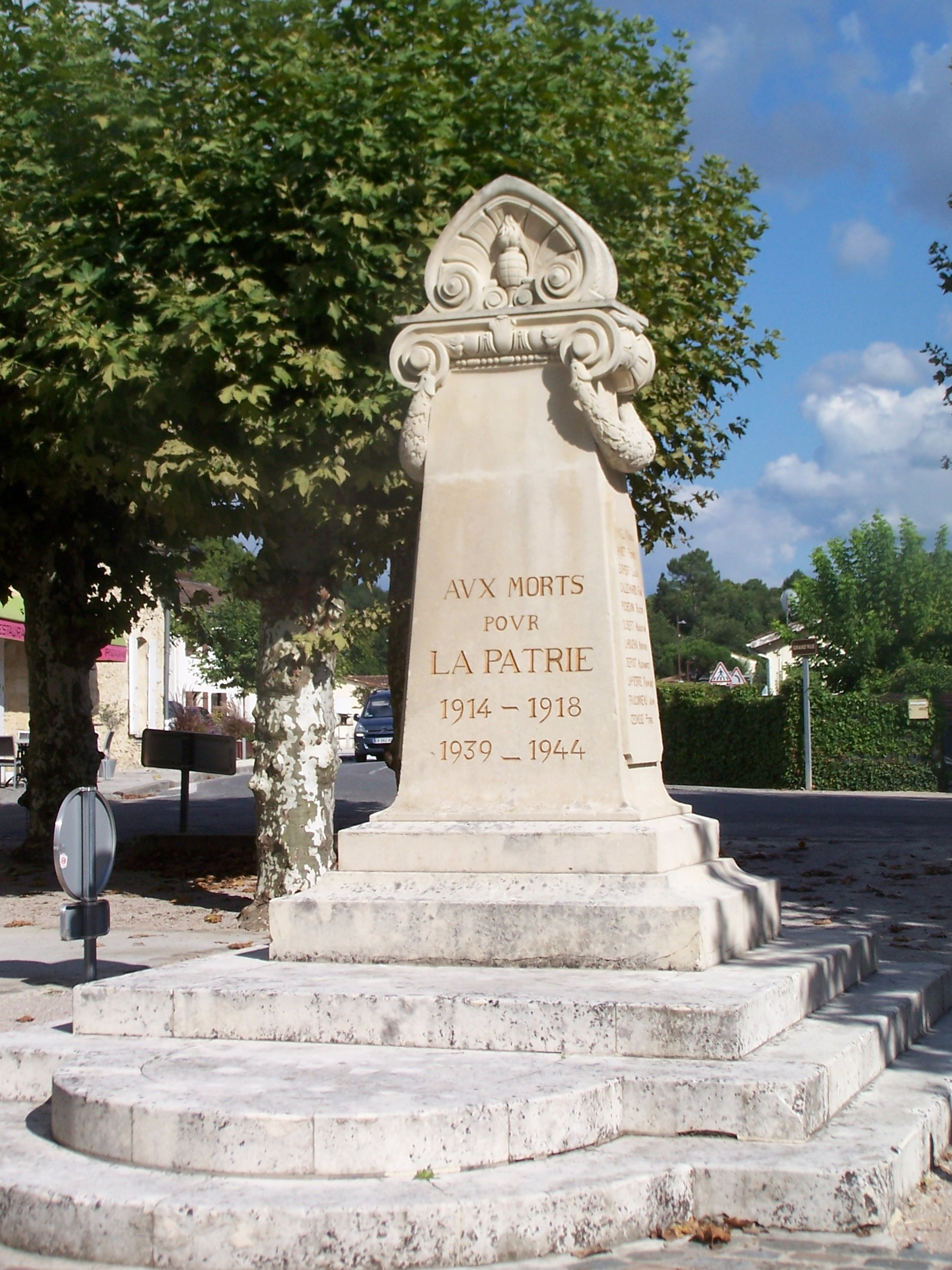
Le monument aux morts jouxtant la mairie (août 2015).

### Personnalités liées à la commune
- Jean-Paul-André Razins de Saint-Marc (1728-1818), dramaturge et librettiste, né dans la commune, au château des Razins.
- Edmond de Carayon-Latour (1811-1887), homme politique, propriétaire du château de Grenade.
- Roland Dumas (1922-2024), avocat et homme politique, y résidait une partie de l'année[38].